# Aya Makinoda
Aya Makinoda (jap. 牧野田 彩 Makinoda Aya; ur. 17 lutego 1980 w Hirakacie, zm. 23 października 2010 w Tokio) – była japońska piosenkarka i aktorka AV grająca w filmach dla dorosłych.

## Życiorys
Zadebiutowała w branży rozrywkowej w 1996 roku, kiedy miała 16 lat. Wtedy też pojawiła się w bardzo popularnym wówczas programie telewizyjnym „Asayan” i wzięła udział w przesłuchaniu prowadzonym przez Tetsuye Komuro. Chociaż przesłuchanie nie wyłoniło zwycięzcy, Makinoda została jedną z członkiń, które utworzyły grupę idolek L☆IS, wyprodukowaną przez Komuro.
Po rozwiązaniu grupy w październiku tego samego roku pracowała głównie jako osobowość telewizyjna i race queens (grid girls).
W 2008 roku wydała fotoksiążkę z nagimi zdjęciami, a rok później, w maju 2009, zadebiutowała w AV w wielkim stylu z hasłem „byłej gwiazdy”, podając, że jest byłą gwiazdą popularnego programu przesłuchań „Asayan”. Od 2000 roku coraz więcej aktorek filmów dla dorosłych debiutowało z hasłem „była gwiazda”, ale to ona była jedną z pionierek tego trendu.
23 października 2010 roku popełniła samobójstwo, skacząc z siódmego piętra swojego mieszkania w Tokio. Przed śmiercią wielokrotnie skarżyła się swoim przyjaciołom i innym osobom, że zostanie zabita przez popularną osobę z branży rozrywkowej.

## Filmografia

### Filmy dla dorosłych
| #    | Data           | Tytuł                                                                    | Kod wideo | Producent   | Uwagi                                      | Przy.         |
| 2009 |                |                                                                          |           |             |                                            |               |
| 1    | 1 maja         | FIRST IMPRESSION 42                                                      | IPTD-452  | IDEA POCKET | Debiut AV                                  | [ 5 ] [ 6 ]   |
| 2    | 1 czerwca      | Real Race Queen                                                          | IPTD-455  | IDEA POCKET |                                            | [ 7 ] [ 8 ]   |
| 3    | 1 lipca        | DIGITAL CHANNEL DC60                                                     | SUPD-060  | IDEA POCKET |                                            | [ 9 ] [ 10 ]  |
| 4    | 1 sierpnia     | しみけんの新人ぶった斬りFUCK 6本番                                       | IDBD-195  | IDEA POCKET | Dystrybucja rozpoczęła się 31 lipca        | [ 11 ] [ 12 ] |
| 5    | 11 sierpnia    | WATER POLE 79                                                            | EZD-275   | PRESTIGE    |                                            | [ 13 ]        |
| 6    | 10 września    | オタキモファンと強制SEX                                                  | WIL-056   | PRESTIGE    |                                            | [ 14 ] [ 15 ] |
| 7    | 1 października | 芸能人の究極6本番×オールごっくん                                         | IPTD-499  | IDEA POCKET |                                            | [ 16 ] [ 17 ] |
| 8    | 1 listopada    | 芸能人美女の大量ぶっかけ&大量ごっくん                                    | IPTD-509  | IDEA POCKET | Dystrybucja rozpoczęła się 30 października | [ 18 ] [ 19 ] |
| 9    | 1 grudnia      | 大ハード                                                                 | IPTD-519  | IDEA POCKET |                                            | [ 20 ] [ 21 ] |
| 2010 |                |                                                                          |           |             |                                            |               |
| 10   | 13 stycznia    | 芸能人、お貸しします。番外SP                                             | SHS-026   | PRESTIGE    |                                            | [ 22 ] [ 23 ] |
| 11   | 10 lutego      | やりたい放題 10                                                          | DOM-024   | PRESTIGE    |                                            | [ 24 ]        |
| 12   | 18 marca       | これが限界ギリギリ露出街中潮吹き アクメ自転車がイクッ!! アクメ第7形態    | SDMT-042  | SOD Create  |                                            | [ 25 ]        |
| 13   | 1 kwietnia     | デビューから生中出しにアナルまで!最強の芸能人AYAの全作品濃い目の8時間BOX | IDBD-222  | IDEA POCKET | Kompilacja                                 | [ 26 ] [ 27 ] |
| 14   | 25 czerwca     | 裏 AYA 芸能人スペシャル                                                  | MILD-648  | KM Produce  |                                            | [ 28 ]        |
| 15   | 25 czerwca     | 鬼降臨！芸能人AYA ～鬼シリーズ全制覇！～                                 | RWRK-379  | Real Works  |                                            | [ 29 ]        |
| 16   | 16 lipca       | 中出し輪姦ペット 芸能人AYA                                               | MILD-652  | KM Produce  |                                            | [ 30 ]        |
| 17   | 23 lipca       | 鬼イラマチオ 外伝 魅惑のセクシーイラマチオ 芸能人AYA                     | REMU-066  | Real Works  |                                            | [ 31 ]        |
| 2011 |                |                                                                          |           |             |                                            |               |
| 18   | 7 lutego       | 潜入教師 AYA                                                             | ATID-170  | ATTACKERS   | Dystrybucja rozpoczęła się 4 lutego        | [ 32 ]        |
| 19   | 7 kwietnia     | 人気ファッションモデル監禁 性虐コレクション3 AYA                         | RBD-257   | ATTACKERS   | Dystrybucja rozpoczęła się 2 kwietnia      | [ 33 ]        |

### Inne
| #    | Data        | Tytuł         | Kod wideo | Producent      | Uwagi       | Przy.  |
| 2009 |             |               |           |                |             |        |
| 1    | 23 stycznia | BLACK CRYSTAL | ENFD-5117 | E-NET FRONTIER | Obraz wideo | [ 34 ] |